# Megaphyllum uncinatum
Megaphyllum uncinatum är en mångfotingart som beskrevs av Golovatch, Spelda och Wytwer 2004. Megaphyllum uncinatum ingår i släktet Megaphyllum och familjen kejsardubbelfotingar. Inga underarter finns listade i Catalogue of Life.